# Риалда Карахасановић
Риалда Карахасановић (Сарајево, 12. новембар 1992) је босанскохерцеговачка поп-фолк певачица која се прославила након дуета са Гоцом Тржан. Учествовала је у ријалити програму Задруга. Обрадила је песму Драгане Мирковић "О да баш тебе волим ја", и снимила провокативан спот са гомилом српских манекена попут Милоша Деспота.

## Дискографија
Синглови
- Корак до дна (2015)
- Жена свијетом управља (2016)[5]
- Ти ме болиш (2016)
- Љубав од барута (2017)
- Лудница (2017) са Бецом Фантастик
- Безимени (2017)
- Лудило у боји (2018)
- О да (2019) обрада песме Драгане Мирковић
- Фантазија (2020) са Валентином Перутином
- Паљба (2021)
- Абракадабра (2021)
- Невјера (2022)
- Лаку ноћ и довиђења (2022) са Гастозом[6]
- Нек чује Балкан (2023)[7]
- Нећемо до тебе (2023)
- 300 звјери (2024)